# Burkholderia gladioli
Burkholderia gladioli é uma espécie de bactéria gram-negativa aeróbia em forma de bastonete que causa doenças em humanos e plantas. Também pode viver em simbiose com plantas e fungos e é encontrado no solo, na água, na rizosfera e em muitos animais. Era anteriormente conhecido como Pseudomonas marginata.
B. gladioli sintetiza várias substâncias inibidoras, entre elas o gladiolina, o ácido bongcréquico, a enaxiloxina e a toxoflavina. Essas moléculas podem participar de interações antagônicas com outros micróbios no ambiente em que crescem. Uma patovariedade, que cresce na polpa de um coqueiro, produz a toxina respiratória ácido bongcréquico, que pode causar intoxicação fatal em humanos.

## Nomenclatura
Os membros do gênero Burkholderia foram anteriormente classificados como Pseudomonas, mas Burkholderia foi um dos sete gêneros que surgiram quando Pseudomonas foi dividido com base nas diferenças de rRNA. A Burkholderia gladioli está intimamente relacionada a um membro do complexo de Burkholderia cepacia e, muitas vezes, é confundida com ele. Isso inclui dez espécies intimamente relacionadas, que são todos patógenos vegetais.
Burkholderia gladioli é dividida em três patovariedades: gladioli, allicola e agaricicola.

## Identificação
Burkholderia são bactérias gram-negativas. Eles crescem em ágar MacConkey, mas não fermentam a lactose. A Burkholderia gladioli se difere da outra Burkholderia por ser negativa em oxidase.
No nível molecular, a PCR pode ser usada para distinguir entre as diferentes espécies de Burkholderia. De acordo com Furuya et al., o gene do RNA ribossômico é altamente conservado e universalmente distribuído em todos os seres vivos e, portanto, a diferença nas sequências de DNA entre os genes de rRNA 16S e 23S pode ser usada para diferenciar as espécies.
Todos os membros do gênero Burkholderia possuem genomas de múltiplos replicões. Eles são capazes de manter genes de "tarefas domésticas essenciais" no maior cromossomo. Esse maior cromossomo tem uma única origem de replicação. A ordem dos genes e a composição do GC também são conservadas. Os membros da Burkholderia são capazes de capturar e reter DNA estranho. O DNA estranho pode ser detectado procurando áreas de contexto atípicas do GC. Um dos primeiros segmentos de DNA estranhos detectados dessa maneira codificados para virulência.

## Patologia

### Em plantas

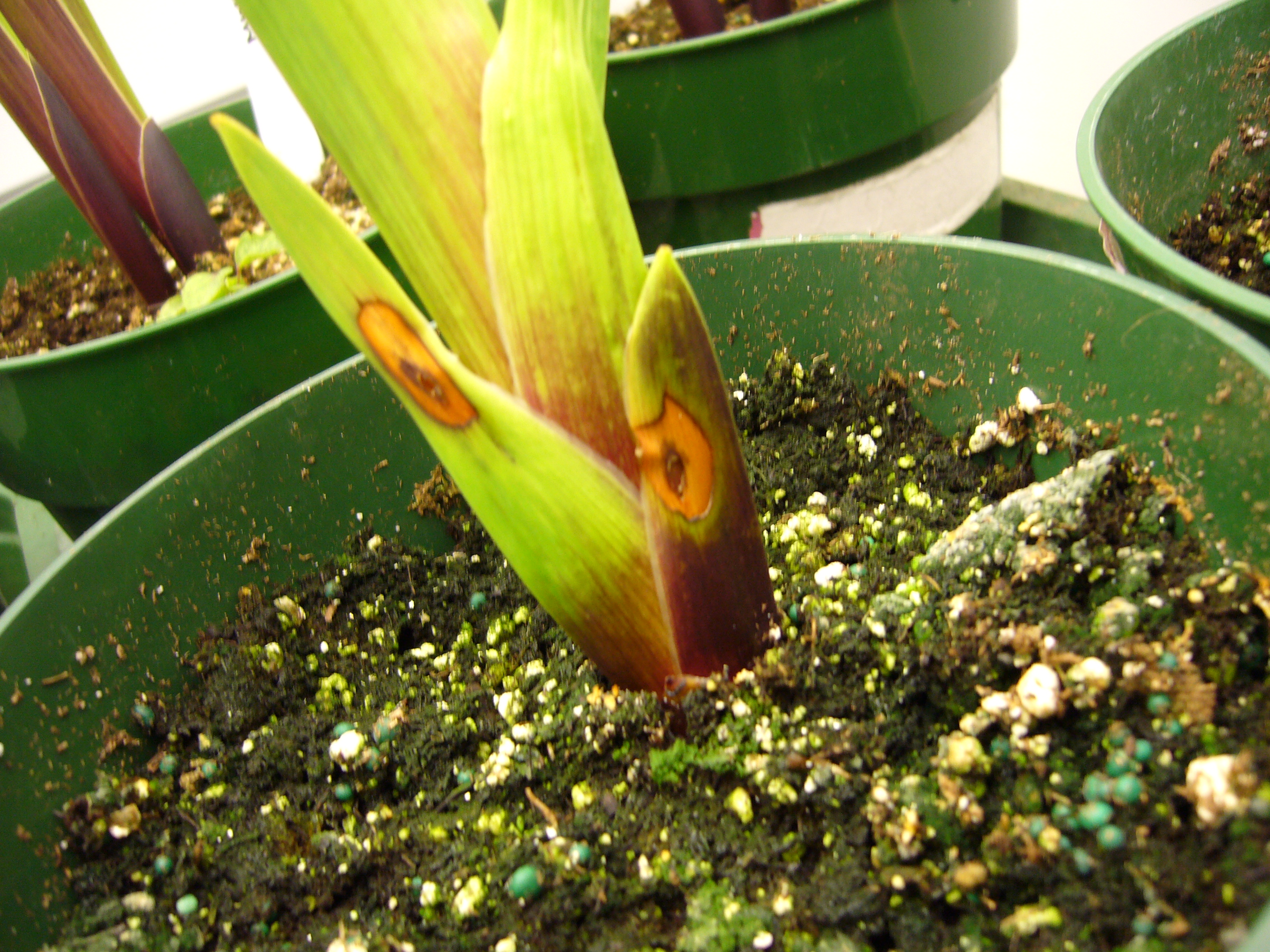
Planta de gladíolo inoculada com B. gladioli

Burkholderia gladioli foi identificado como um patógeno vegetal em cebolas, gladíolos, íris e, junto com Burkholderia glumae, afeta o arroz. Foi originalmente descrito como causador da podridão de espigas de gladíolo. Os bulbos podem ficar encharcados e se deteriorar.
Alguns outros sintomas comuns de plantas infectadas podem ser observados nas folhas. As folhas contêm lesões marrons e podem ficar embebidas em água. Outros sintomas são o murchamento e/ou podridão de raízes, caules e pétalas. B. gladioli também foi identificado como o agente causador do escurecimento das folhas em gladíolos e cebolas. Às vezes, a planta inteira se deteriora.
Uma doença de planta generalizada causada por Burkholderia gladioli é chamada de sarna. Pode ser visto nos cormos de Gladiolus como manchas marrons embebidas em água, delineadas em amarelo. Eventualmente, eles podem se tornar ocos e cercados por crostas. Se as crostas caírem, elas deixam para trás cavidades ou lesões.

### Em humanos
A Burkholderia gladioli em humanos é um patógeno oportunista que é um importante agente para infecções hospitalares. Recentemente, ele apareceu como um patógeno grave em pacientes com fibrose cística, causando infecções pulmonares graves. Embora ainda seja um patógeno bastante incomum, sua presença está associada a um mau prognóstico. Também colonizou o trato respiratório de pacientes com doença granulomatosa. Em pacientes com pulmão transplantado, a infecção pode ser fatal, pois os pacientes desenvolveram bacteremia e infecções estéreis de feridas como resultado.
Tempe bongkrèk, uma variação de tempeh preparada com coco, é suscetível à B. gladioli. O tempe bongkrèk contaminado pode conter quantidades letais de ácido bongcréquico e toxoflavina altamente tóxicos.
B. gladioli foi implicado nas mortes de 2015 de 75 pessoas, em Moçambique, que consumiram uma cerveja caseira feita com farinha de milho que estava contaminada com a bactéria.